# Getting Better
Getting Better è una canzone composta e registrata dai Beatles nel 1967, e fa parte del loro ottavo album, Sgt. Pepper's Lonely Hearts Club Band.

## Descrizione

### Origine e storia
Paul McCartney creò la canzone basandosi su una frase ripetuta più volte dal batterista Jimmy Nicol. Alla vigilia del loro tour mondiale del giugno 1964, Ringo Starr ebbe una crisi di tonsillite e dovette essere subito ricoverato di urgenza in ospedale. Senza tempo tecnico per poter sospendere i concerti, Brian Epstein cercò un sostituto, nonostante la resistenza dei membri della band che ritenevano più opportuno sospendere il tour fino al recupero di Starr. George Martin suggerì di ingaggiare un batterista di studio chiamato Jimmy Nicol, di 24 anni. In un solo pomeriggio Nicol dovette imparare a suonare tutte le canzoni che il quartetto doveva portare in tour. Durante le prove Paul e John chiedevano costantemente a Nicol se le cose andassero bene. La risposta era sempre «It's Getting Better!».
Durante le prove ad Abbey Road, Paul vide il sole apparire da dietro le nuvole ed esclamò «It's getting better!», gli venne in mente il timido Nicol e scoppiò a ridere. L'idea per una canzone era nata.

### Struttura
La canzone, che musicalmente risente dell'influenza di Penny Lane, è sorretta dagli accordi prodotti dalla chitarra di Lennon, dal piano elettrico suonato da McCartney, e da George Martin, che percuoteva le corde di un pianoforte direttamente con una mazza. Questo suono forte, stridente e ripetitivo conferisce al brano il suo caratteristico sound. George Harrison aggiunse il suono di un tambura indiano alla parte finale, accentuando l'impatto della canzone.

### Testo
Il titolo del brano e la melodia suggeriscono un certo ottimismo, ma certe strofe hanno una connotazione negativa. Questo riflette le due contrastanti personalità dei compositori. In risposta al verso di McCartney, «It's getting better all the time» (Va sempre meglio), Lennon replica, «It can't get no worse!» (Non potrebbe andare peggio!) Lennon disse anche, che il verso: «I used to be cruel to my woman...» (Ero crudele con la mia donna…) si riferiva al suo passato da “duro”, quando non si faceva troppi scrupoli a trattare male le donne.

Inoltre, la canzone tratta dell'insofferenza nei confronti delle regole costituite, in particolar modo di quelle imposte dalla scuola. A tal proposito, nel testo del brano sono volutamente stati inseriti degli errori grammaticali. Nella seconda strofa, i due autori hanno utilizzato l'espressione «Me used to be angry young man/ Me hiding me head in the sand» (“Me” ero un giovane arrabbiato / “Me” nascondevo la testa sotto la sabbia). L'uso di "me" anziché "I" è un altro modo di sfidare le rigide convenzioni imposte dal sistema scolastico. McCartney dichiarò in proposito: «Noi due ce l'avevamo molto con gli insegnanti che ti punivano troppo o che non ti avevano capito ai tempi della scuola.»

### Lennon in acido sul tetto
Una delle sedute di registrazione di Getting Better è celebre per un incidente che coinvolse John Lennon. Durante la sessione del 21 marzo 1967, mentre George Martin stava aggiungendo un assolo di piano alla canzone, Lennon disse che non si sentiva bene e che non riusciva a concentrarsi. Aveva preso per sbaglio una dose di LSD credendo di prendere un'anfetamina. All'oscuro di tutto, Martin portò Lennon sulla terrazza sul tetto degli Abbey Road Studios a prendere una boccata d'aria, e ritornò allo Studio 2 dove McCartney e Harrison stavano registrando. Loro due sapevano il perché Lennon si sentisse male, e appena venuti a conoscenza di dove era stato portato, corsero velocemente sul tetto per riportarlo giù e prevenire un possibile incidente.

## Formazione
The Beatles
- Paul McCartney - voce, armonie vocali, basso, chitarra solista, piano elettrico
- John Lennon - armonie vocali, chitarra ritmica
- George Harrison - armonie vocali, tambura, chitarra solo
- Ringo Starr - batteria, bonghi

Produzione
- George Martin - produttore, pianoforte, Pianet
- Geoff Emerick - tecnico del suono

## Cover
- Gli Slade registrarono una cover del brano nel 1970 in una sessione alla BBC. Questa versione non è stata ancora mai ufficialmente pubblicata.
- Nel 1976, gli Status Quo suonarono la canzone per il documentario musicale All This and World War II.
- I Public Enemy campionarono un sample della canzone per il brano Who Stole the Soul? sul loro album del 1990 Fear of a Black Planet.
- Il gruppo di musica cristiana degli Allies campionò parte del coro del brano nella loro canzone Jacque Remembers.
- A fine anni Novanta, la canzone fu eseguita nel programma televisivo australiano Better Homes and Gardens.
- Nel 2000, fu reinterpretata dai Gomez sul loro album Abandoned Shopping Trolley Hotline, questa versione venne successivamente usata come pubblicità della Philips nel 2001.
- Il brano è stato eseguito per la prima volta in concerto da Paul McCartney durante il suo tour mondiale del 2002-2003.
- Nel 2003, la canzone fu reinterpretata dagli Smash Mouth per il film Il gatto... e il cappello matto.
- Nel 2004, Branimir Krstic, chitarrista classico e compositore , arrangiò e eseguì la canzone sull'album Sgt. Pepper for Classical Guitar.
- Nel 2007, i Kaiser Chiefs ri-registrarono il brano per It Was 40 Years Ago Today, uno speciale della BBC dove musicisti contemporanei registravano le canzoni di Sgt. Pepper's usando lo stesso studio, gli stessi tecnici e le medesime tecniche di registrazione dell'originale.
- Nel 2007, Fionn Regan ne fece una cover per il disco Sgt. Pepper...With A Little Help From His Friends, allegato alla rivista Mojo.
- Gli Elio e le Storie Tese hanno campionato il brano per la loro composizione Il Congresso delle Parti Molli sul loro album del 2008 Studentessi.
- Les Fradkin ha fatto una versione strumentale del brano sul suo album del 2007 Pepper Front To Back
- I Big Daddy hanno reinterpretato la canzone nella loro rilettura anni cinquanta di Sgt. Pepper, Big Daddy - Sgt. Pepper's.